# Liste des monuments nationaux du Casanare
Cet article liste les monuments nationaux du Casanare, en Colombie. Au 6 novembre 2019, deux monuments nationaux étaient recensés dans ce département.

## Liste
| Code national             | Monument                                                  | Municipalité(s) | Adresse | Coordonnées                        | Date | Illustration                                              |
| ------------------------- | --------------------------------------------------------- | --------------- | ------- | ---------------------------------- | ---- | --------------------------------------------------------- |
| 01-01-02-01-85-263-000001 | Municipalité de Pore                                      | Pore            |         | 5° 43′ 38″ nord, 71° 59′ 41″ ouest | 2004 | Image manquante Téléverser                                |
| 01-01-01-03-85-263-000001 | Ruines de Pore et vestiges d'une ancienne mission jésuite | Pore            |         | 5° 44′ 09″ nord, 71° 59′ 30″ ouest | 2004 | Ruines de Pore et vestiges d'une ancienne mission jésuite |